# ЦРУ: Операция «Алекса» 2
«ЦРУ: Операция „Алекса“ 2» — кинофильм.

## Сюжет
Действия второй части боевика развиваются вокруг владения модуля контроля и наведения ядерного оружия между тремя конкурирующими сторонами: ЦРУ у которых был выкраден модуль, группой наёмников, возглавляемой Францем Клюге, и представителями азиатско-латинского региона.